# Copris lecontei
Copris lecontei là một loài bọ cánh cứng trong họ Bọ hung (Scarabaeidae).